# Axel Gyntersberg
Axel Gyntersberg (* um 1525; † 1588 auf Hof Snilstveit in Kvinnherad) war ein norwegischer Adliger, Kommandeur der Festung Steinvikholmen und zuletzt Lehnsherr von Helgeland.

## Leben

### Familie
Gyntersberg entstammte einem norwegischen Zweig der pommerschen Familie von Güntersberg. Seine Eltern waren Heinrich Güntersberg († 1578) und Kirsten Lavesdatter († 1569). 1556 vermählte er sich mit Kirstine Trondsdatter Benkestok († 1572), mit der er zehn Kinder hatte. Gyntersberg war der Schwiegervater des Magnus Heinason (* 1545; † 1589). Sein einziger Sohn Henrik, der das Erwachsenenalter erreichte, huldigte zwar noch 1582 als Eigentümer von Snilstvet, scheint seinen Vater jedoch nicht überlebt zu haben.
Ein Epitaph mit sechzehn Ahnenwappen von Axel Gyntersberg, seiner Gattin und den gemeinsamen zehn Kindern befand sich in der Kirche in Brønnøy, wurde jedoch 1772 bei einem Kirchenbrand zerstört. Der dänische Historiker Terkel Klevenfeldt (* 1710; † 1777) beschreibt das Epitaph in seiner im Reichsarchiv Kopenhagen lagernden Sammlung.
Nicht auf obigem Epitaph enthalten war seine mutmaßliche Tochter Karen Gyntelberg. Es darf daher davon ausgegangen werden, dass Karen keine Tochter der Kirstine Trondsdatter Benkestok war. Sie soll mit dem aus Schottland stammenden königlich dänischen Admiral Anders Mowatt († 1610/1611) verehelicht gewesen sein.

### Werdegang
Durch Heirat war Gytersberg Erbherr auf Meløy, das er jedoch aufgrund wirtschaftlicher Probleme 1584 verpfändete. 1553 erhielt er einen Lehensbrief auf Kloster Rein, das er 1560 vertauschte gegen ein anderes nachreformatorisches, kirchliches Lehen auf Kloster Bakke mit der Bestallung zum Kommandeur auf der Festung Steinviksholm. Die Kommandeursstelle hatte er von 1560 bis 1564 inne. 1564 musste er im Dreikronenkrieg die Festung den Schweden räumen. Daraufhin wurde Gytersberg wegen der Übergabe der Burg gefangen genommen. Die Beschuldigungen der mangelnden Verteidigungsbemühungen bzw. der Kooperation mit den Schweden, also Hochverrat konnten schließlich ausgeräumt werden. Die Einstellung des Prozesses und seine Freilassung waren die Folge. Dennoch verlor Gytersberg sein Lehen über Bakke, erhielt jedoch schon 1665 ein neues Lehen über Torget bei Brønnøy, das er bis 1571/1572 halten konnte, sowie anschließend ein weiteres über Helgeland für die Jahre 1574 bis 1577. 1578 wurde er mit der geistlichen Jurisdiktion im Lehen Stavanger betraut. Seit 1583 wohnte Gytersberg auf seinem Hof Snilstvet in Kvinnherad, wo er auch verstarb.